# Острів Мадре (ботанічний сад)

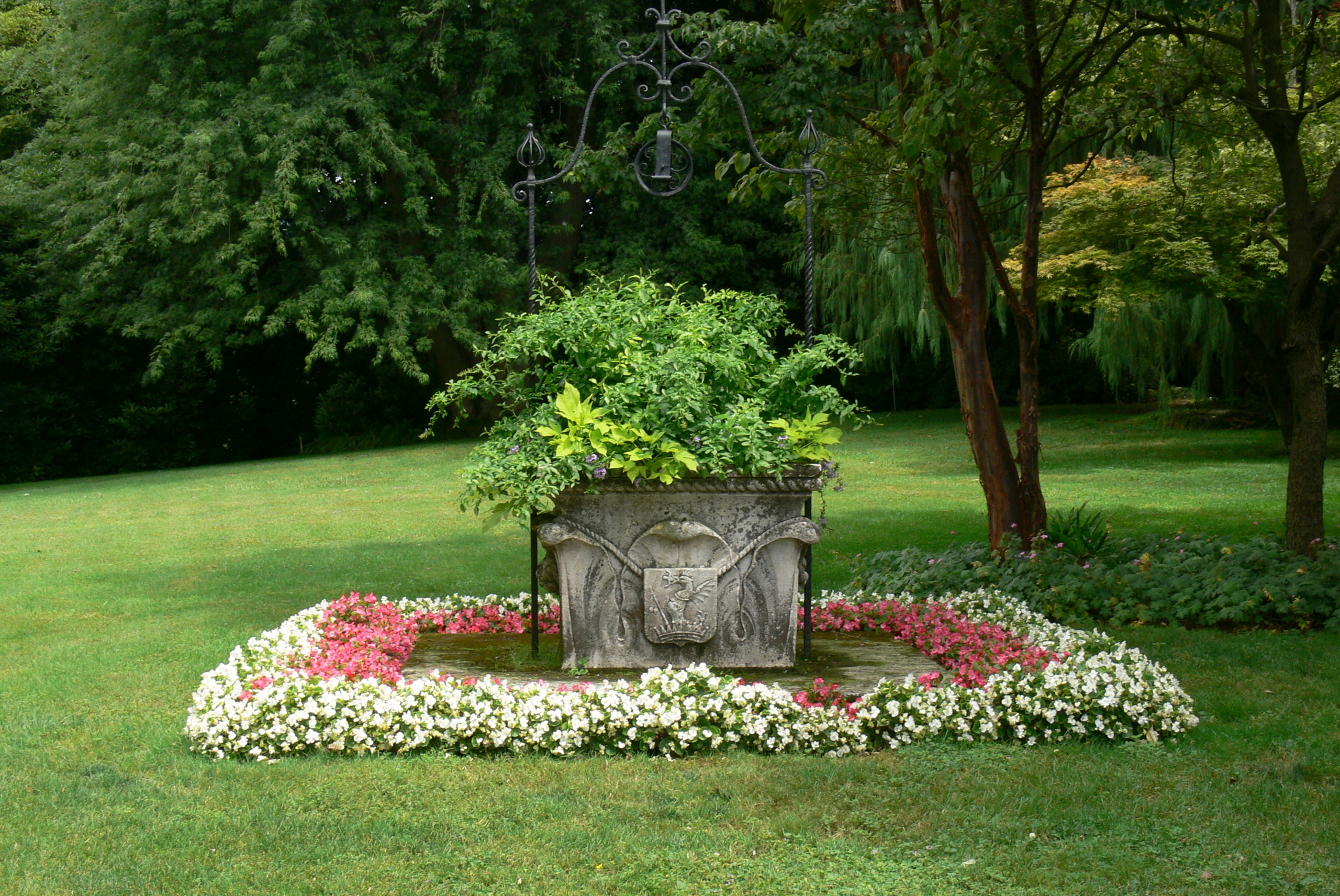
Острів Мадре. Ботанічний сад: фонтан з гербом Вісконті.

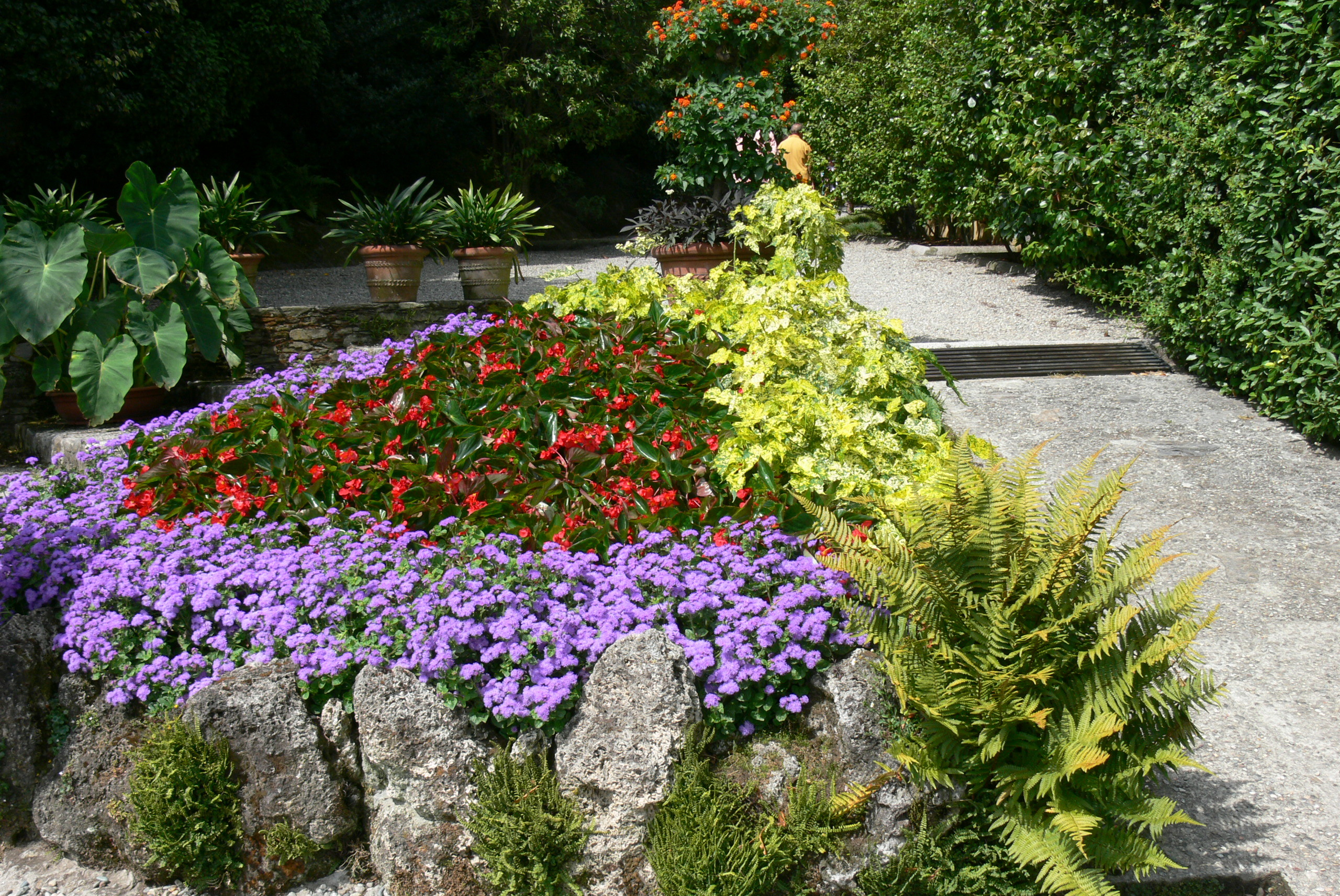
Квітник

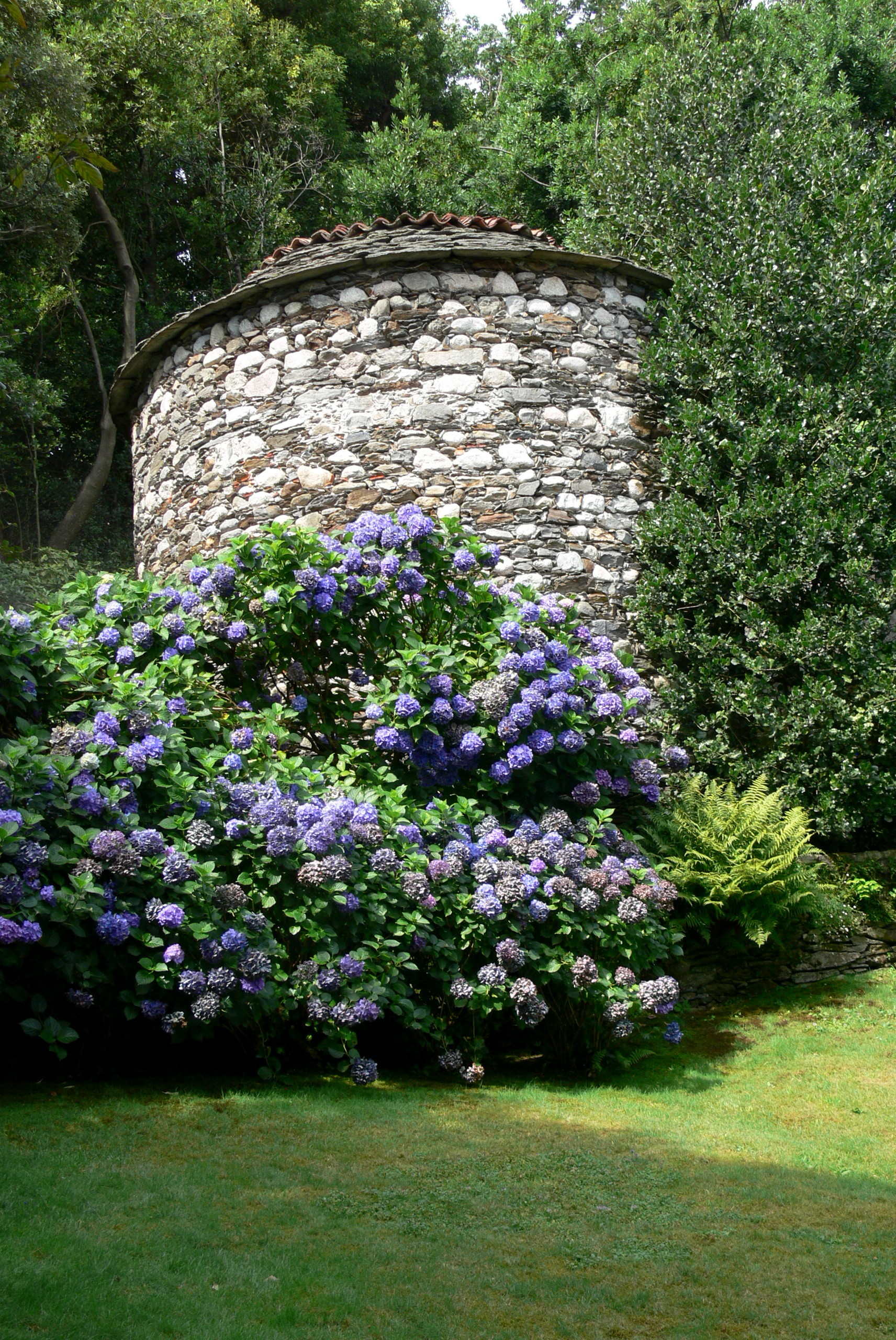
Панорами саду

Ботанічний сад острова Мадре (Giardini Botanici dell'Isola Madre) — це історичний ботанічний сад площею 8 га, розташований на острові Мадре (група островів Борромео), озеро Маджоре, провінція ВКО, П'ємонт, Італія.
Сади розбиті на сім терас; на початку шістнадцятого століття тут проживав граф Lancillotto Borromeo . Проект садів в англійському стилі був розроблений для графа Віталіано Борромео (Vitaliano Borromeo) наприкінці вісімнадцятого століття на місці цитрусових садів і з тих пір сади не зазнали значних змін. Серед численних відвідувачів були Наполеон Бонапарт, Ґюстав Флобер, і Теофіль Ґотьє.
Основні частини острова:
- Loggia del Cashmir — кипариси
- Piano delle Camelie — одна з найстаріших колекцій камелій в Італії.
- Piazzale dei Pappagalli — папуги, павичі, фазани та ін.
- Piazzale della Cappella — сімейна каплиця, побудована 1858 р.
- Piazzale della Darsena — рододендроновий ліс
- Prato dei Ginerium — Cortaderia selloana
- Prato del Pozzo — кизил, магнолія, клен та ін.
- Viale Africa — найбільш сонячна сторона острова
- Viale delle Palme — колекція пальм із 125-річними екземплярами